# Karsten Braasch
Karsten Braasch (* 14. července 1967 Marl, Severní Porýní-Vestfálsko) je bývalý německý profesionální tenista, hrající levou rukou mezi lety 1987 až 2005. Ve své kariéře na okruhu ATP Tour vyhrál šest deblových turnajů. Na challengerech ATP získal čtyři tituly ve dvouhře a patnáct ve čtyřhře.
Na žebříčku ATP byl ve dvouhře nejvýše klasifikován v červnu 1994 na 38. místě a ve čtyřhře pak v listopadu 1997 na 37. místě.
Na nejvyšší grandslamové úrovni se nejdále probojoval do třetího kola na Australian Open 1997, v němž jako kvalifikant podlehl Švédovi Jonasi Björkmanovi. Stejnou fázi si zahrál i na US Open 1993, kde nestačil na osmého nasazeného Ukrajince Andreje Medveděva.

## Týmové soutěže
V německém daviscupovém týmu debutoval v roce 1994 halleským čtvrtfinále Světové skupiny proti Španělsku, v němž s Michaelem Stichem vyhrál sobotní čtyřhru nad párem Sergi Bruguera a Tomas Carbonell. Dopomohl tak k postupu Němců do semifinále po výsledku 3:2 na zápasy. V něm pak opět se Stichem prohráli čtyřhru s ruskou dvojicí Andrej Olchovskij a Jevgenij Kafelnikov až v pátém rozhodujícím setu poměrem gamů 8–10. Rusko zdolalo německou reprezentaci celkově 4:1. V soutěži tak nastoupil ke dvěma mezistátním utkáním s bilancí 0–0 ve dvouhře a 1–1 ve čtyřhře.
V roce 1994 byl, s Michaelem Stichem, Berndem Karbacherem a Patrikem Kühnenem, členem vítězného týmu Německa na Světovém poháru družstev v Düsseldorfu, a to pod vedením kapitána Nikiho Piliće.

## Bitva pohlaví a mediální pozornost
Praktikoval netradiční způsob tenisového podání s absenci smyčky za hlavou a poskokem před údeřením míče. Upozornil na sebe také zvykem kouřit v průběhu zápasu při střídání stran.
Na Australian Open 1998 odehrál proti sestrám Venus a Sereně Williamsovým další z tzv. bitev pohlaví, když mu tehdy patřila 203. příčka žebříčku ATP. Proti každé ze sester odehrál set a oba z nich hladce vyhrál, proti mladší Sereně 6–1 a nad zkušenější Venus 6–2. Příprava na zápas podle Braasche spočívala v ležérním golfu odehraném ráno před soubojem a několika pivech s limonádou.. Jedním z novinářů byl charakterizován jako „chlap, jehož středobodem tréninkového režimu je krabička cigaret a více než dvě lahve vychlazeného ležáku.“

## Finálové účasti na turnajích ATP Tour
| Legenda (před/od 2009)                                       |
| D – dvouhra; Č – čtyřhra                                     |
| Grand Slam (0–0)                                             |
| Tennis Masters Cup / ATP World Tour Finals (0–0)             |
| ATP Masters Series / ATP World Tour Masters 1000 (0–0)       |
| ATP International Series Gold / ATP World Tour 500 (0–0)     |
| ATP International Series / ATP World Tour 250 (0–1 D; 6–3 Č) |

### Dvouhra: 1 (0–1)
| Stav      | Č. | Datum           | Turnaj               | Povrch | Soupeř ve finále | Výsledek |
| --------- | -- | --------------- | -------------------- | ------ | ---------------- | -------- |
| Finalista | 1. | 12. června 1994 | Rosmalen, Nizozemsko | tráva  | Richard Krajicek | 3–6, 4–6 |

### Čtyřhra: 9 (6–3)
| Stav      | Č. | Datum             | Turnaj   | Povrch      | Spoluhráč         | Soupeři ve finále              | Výsledek                |
| --------- | -- | ----------------- | -------- | ----------- | ----------------- | ------------------------------ | ----------------------- |
| Vítěz     | 1. | 15. června 1997   | Halle    | tráva       | Michael Stich     | David Adams Marius Barnard     | 7–6, 6–3                |
| Vítěz     | 2. | 15. července 2001 | Båstad   | antuka      | Jens Knippschild  | Simon Aspelin Andrew Kratzmann | 7–6(7–3), 4–6, 7–6(7–5) |
| Vítěz     | 3. | 30. září 2001     | Hongkong | tvrdý       | André Sá          | Petr Luxa Radek Štěpánek       | 6–0, 7–5                |
| Vítěz     | 4. | 3. února 2002     | Milán    | koberec (h) | Andrej Olchovskij | Julien Boutter Max Mirnyj      | 3–6, 7–6(7–5), [12–10]  |
| Vítěz     | 5. | 14. dubna 2002    | Estoril  | antuka      | Andrej Olchovskij | Simon Aspelin Andrew Kratzmann | 6–3, 6–3                |
| Vítěz     | 6. | 14. září 2003     | Bukurešť | antuka      | Sargis Sargsjan   | Simon Aspelin Jeff Coetzee     | 7–6(9–7), 6–2           |
| Finalista | 1. | 13. dubna 1997    | Hongkong | tvrdý       | Jeff Tarango      | Martin Damm Daniel Vacek       | 3–6, 4–6                |
| Finalista | 2. | 4. května 1997    | Mnichov  | antuka      | Jens Knippschild  | Pablo Albano Àlex Corretja     | 6–3, 5–7, 2–6           |
| Finalista | 3. | 5. října 1997     | Basilej  | koberec (h) | Jim Grabb         | Tim Henman Marc Rosset         | 6–7, 7–6, 6–7           |